# New Haven (Vermont)
Pour les articles homonymes, voir New Haven (homonymie).
New Haven est une ville américaine située dans le Comté d'Addison, dans le Vermont. Selon le recensement de 2020, sa population est de 1 683 habitants.